# Tornik'e Tarkhnishvili
Tornik'e Tarkhnishvili (in georgiano: თორნიკე თარხნიშვილი; 7 marzo 1990) è un ex calciatore georgiano, di ruolo centrocampista.

## Palmarès

### Club

#### Competizioni nazionali
- Campionato lettone: 2

Ventspils: 2013, 2014
- Coppa di Lettonia: 1

Ventspils: 2012-2013